# تحزز
التحزز هو سماكة في البشرة تتميز بسماكة مرئية وملموسة للجلد مع ظهور علامات جلدية بارزة، وهي السمة المميزة لالتهاب الجلد الإكزيمي المزمن.

## معرض الصور

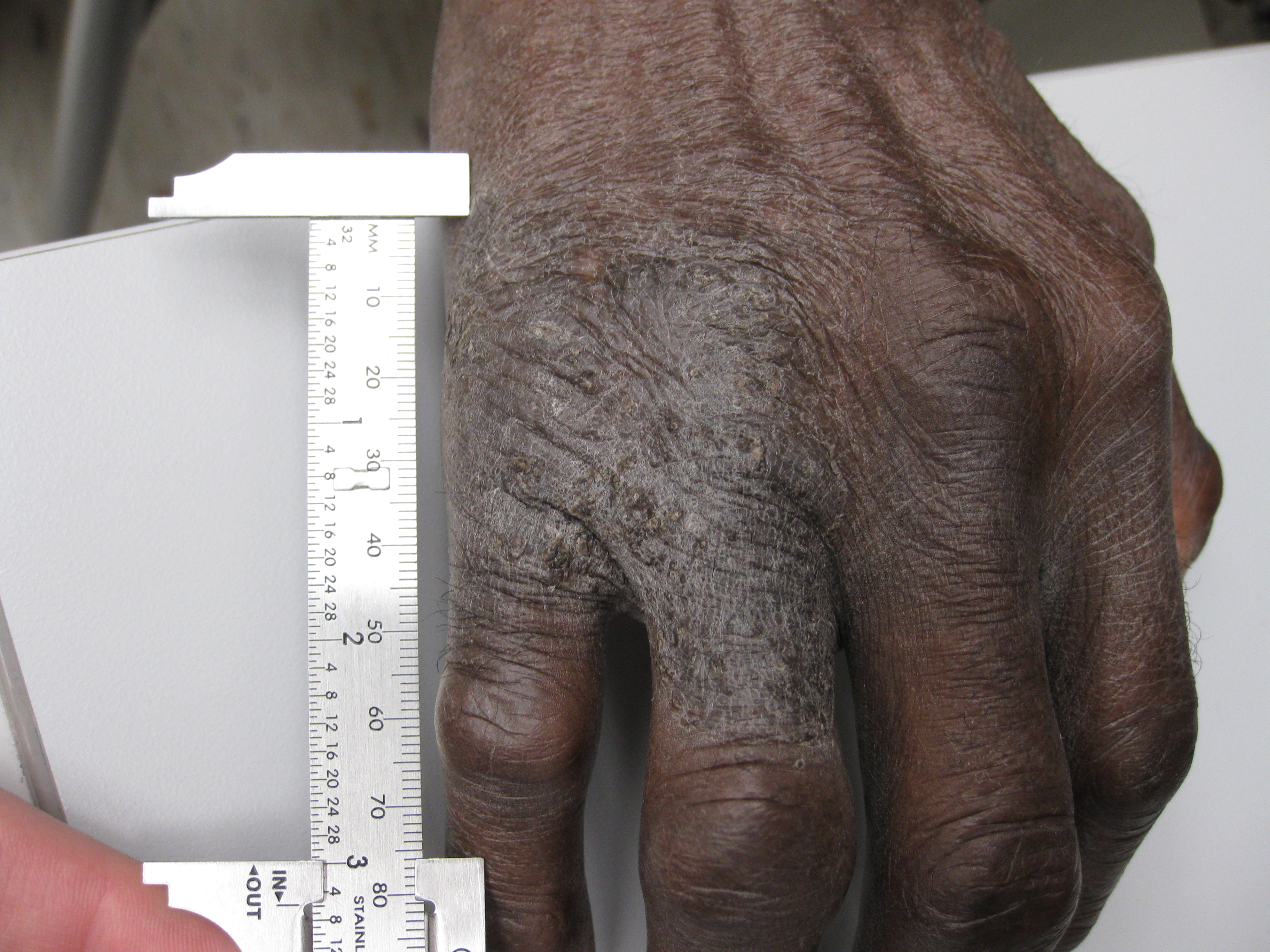
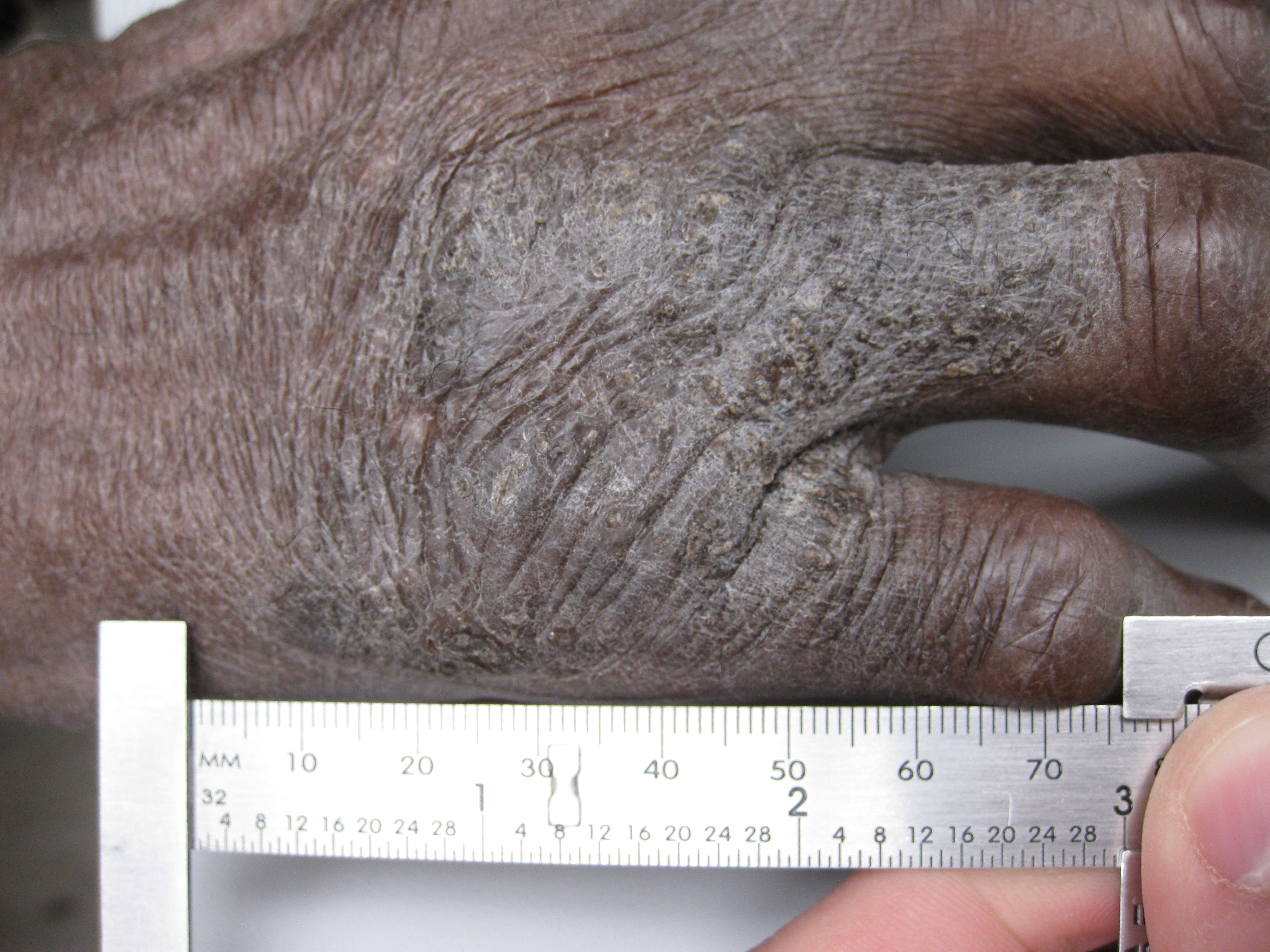
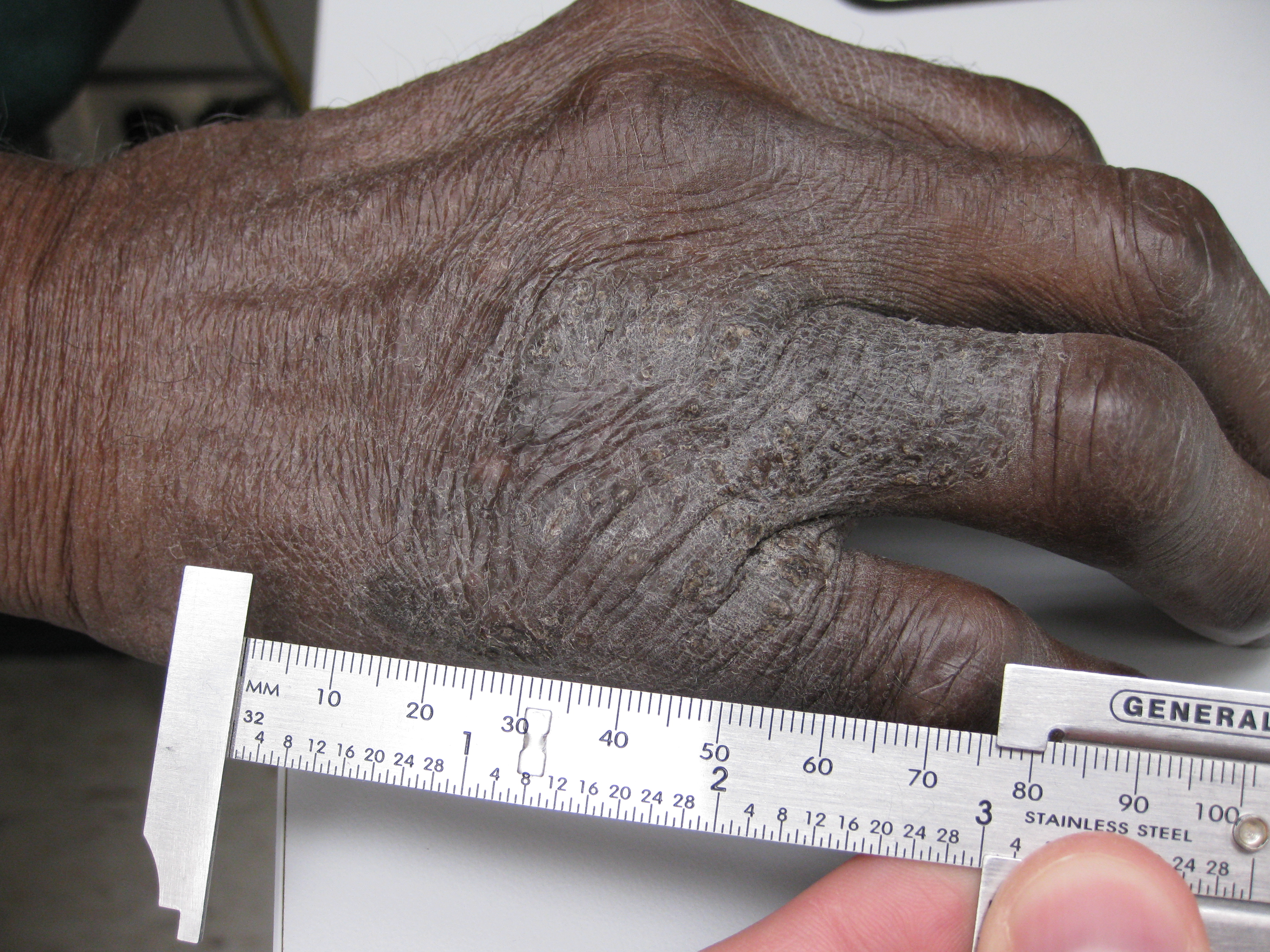
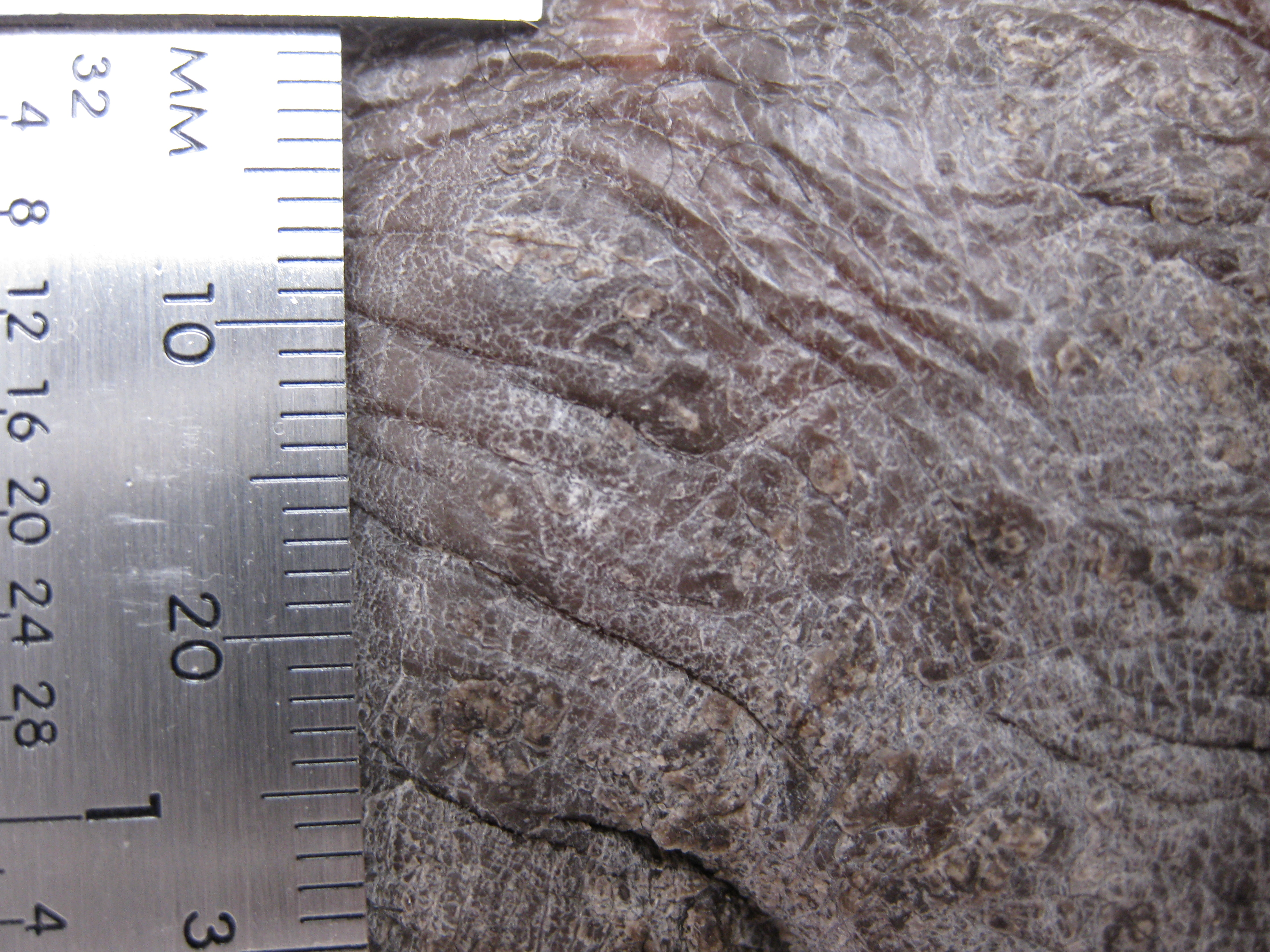